# Rolex Trophy 2011
De 24ste editie van de Rolex Trophy werd in 2011 van 24-27 augustus, zoals ieder jaar op de Golf Club de Genève gespeeld. Het golftoernooi maakt deel uit van de Europese Challenge Tour, het prijzengeld bedroeg € 218.000, net als in 2010. De winnaar krijgt hiervan € 24.400. 
Mark Tullo won de Rolex Trophy in 2010, maar kwam zijn titel niet verdedigen aangezien hij in 2011 op de Europese Tour speelde en dus naar het Johnnie Walker Championship ging.

## Verslag
De par van de baan is 72, er deden slechts 42 spelers mee. 
Ronde 1 en 2
De eerste ronde had twee mooie rondes van 65 opgeleverd waarmee Sam Hutsby en Florian Praegant aan de leiding gingen. In de tweede ronde maakten Benjamin Hebert, Tommy Fleetwood en Klas Eriksson ook 65, Fleetwood en Hebert stonden daarna op -13 en deelden de leiding.
Ronde 3
Het onweer had tijdens de tweede ronde voor vertraging gezorgd, dus er werd voor de derde ronde geen nieuwe indeling gemaakt.
André Bossert en Ricardo Santos maakten 65. Bossert steeg daarmee naar de 5de plaats. Sam Hutsy maakte 66 en eindigde op de 1ste plaats.
Ronde 4
Met een score van 66-65-71-67 heeft Benjamin Hebert het toernooi gewonnen.
- Volledige uitslag

## De spelers
| - Bjørn Åkesson - Phillip Archer (2004) - Matthew Baldwin - André Bossert - Michiel Bothma - Daniel Brooks - Jorge Campillo - Federico Colombo - Daniel Denison - Edouard Dubois - Klas Eriksson (2008) | - Martin Erlandsson - Joaquin Estevez - Tommy Fleetwood - Matt Ford - Chris Gane - Branden Grace - Peter Gustafsson - Anders Schmidt Hansen - Benjamin Hebert - Sam Hutsby - Maximilian Kieffer | - Espen Kofstad - Craig Lee - Chris Lloyd - Nicolas Meitinger - Jamie Moul - Andrea Pavan - Florian Praegant - Julien Quesne (2009) - Victor Riu - Charles-Edouard Russo - Ricardo Santos | - Anthony Snobeck - Matthew Southgate - Alessandro Tadini - Andrew Tampion - Steven Tiley - Daniel Vancsik Sponsor uitnodigingen - Benn Barham - Lasse Jensen - Tyrone Ferreira |